# Пахтакор (район Рудаки)
Пахтакор (тадж. Пахтакор; до 2008 года — Кизил Пахтакор) — село в районе Рудаки Республики Таджикистан. Входит в состав джамоата (сельской общины) Чоргултеппа.
Находится на расстоянии 2 км от районного центра (пгт. Сомониён).
Население — 3425 чел. (2017).